# Trinny Woodall

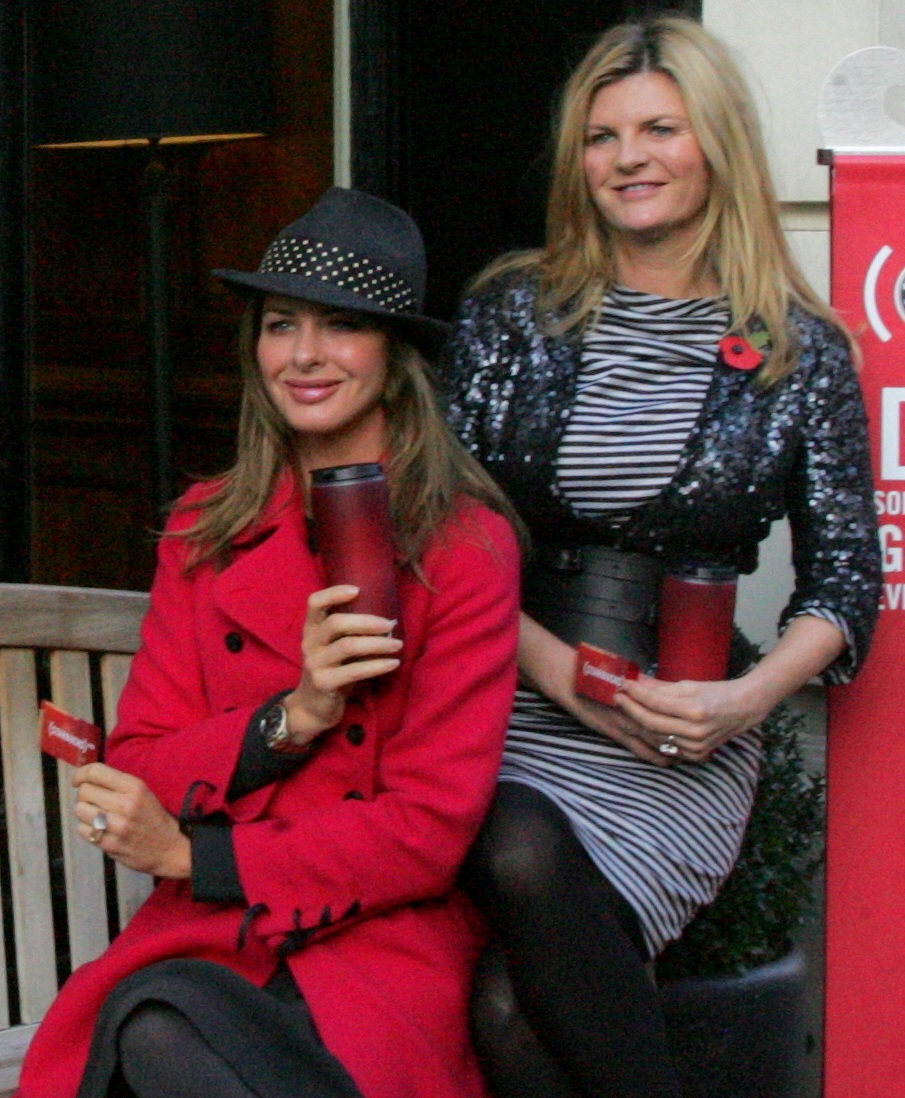
Trinny Wodall (till vänster) med programledarkollegan Susannah Constantine 2010.

Trinny Woodall, född den 8 februari 1964 i London, England, är en brittisk författare och TV-programledare. Hon skriver om mode. Hon är känd från programmen Fashion Police, What Not to Wear och Trinny och Susannah Stilakuten med Susannah Constantine som sänts på Kanal 5.